# کیم دا-می
کیم دا-می (انگلیسی: Kim Da-mi؛ زادهٔ ۹ آوریل ۱۹۹۵) بازیگر اهل کره جنوبی است. وی از سال ۲۰۱۷ میلادی تاکنون مشغول فعالیت بوده‌است.
از فیلم‌ها یا برنامه‌های تلویزیونی که وی در آن نقش داشته‌است می‌توان به جادوگر: بخش ۱. انهدام و کلاس ایته‌‌وون و  تابستان دوست‌داشتنی ما اشاره کرد.